# 有川神社
有川神社（ありかわじんじゃ）は、長崎県新上五島町有川郷に鎮座する神社である。有川郷の祖母君（うばぎみ）神社、天満神社、八幡神社の3神社が合併されて創祀された。

## 祭神
伊邪那美大神、菅原道真公、誉田別神の3柱を主祭神に、素戔嗚尊、奇稲田姫、事代主神（2柱）、大山祇神、海童（わたつみ）神、天穂日命、田霧姫神、水波能売命の9柱を配祀する。

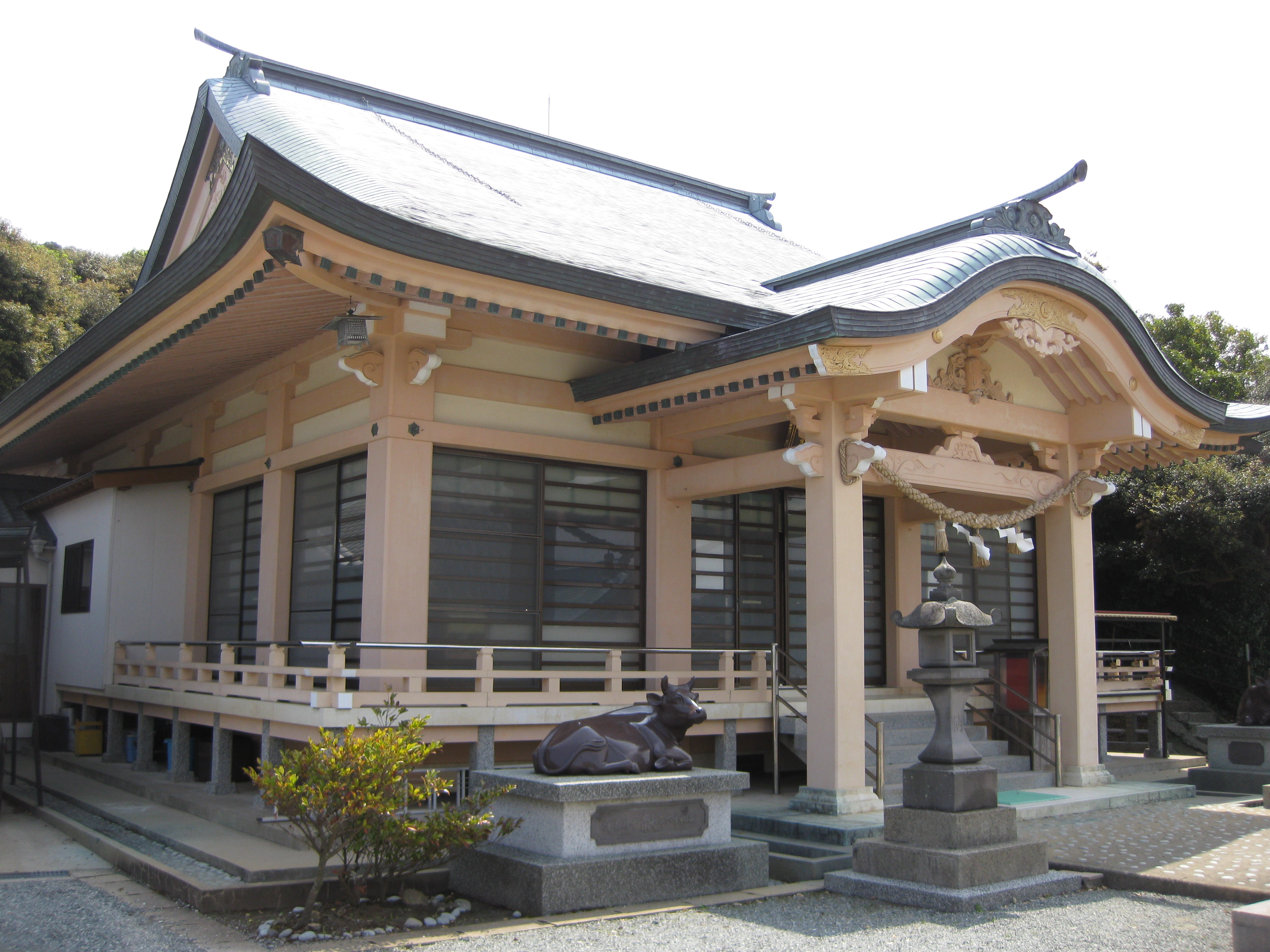
社殿

伊邪那美大神と配祀神中の素戔嗚尊以下海童神までは旧祖母君神社の、菅原道真公と配祀神中の天穂日命は旧天満神社の、誉田別神と配祀神中の田霧姫神と水波能売命は旧八幡神社の祭神である。

## 歴史
有川郷には、中筋地区に旧郷社の祖母君神社、上有川地区に旧郷社天満神社、浜地区に旧村社八幡神社の3社が地域の氏神として崇敬されていたが、地域の人口の減少・高齢化などにより3社の将来的な存続に関して不安を残していた。このことを受けて、昭和60年（1985年）9月5日、三神社合同責任役員会議において3社を合併し有川地区の産土神として有川神社を設立することが決定された。新社殿は天満神社跡地に建立。3社それぞれの祭神を奉祀し、計12柱を祀る大所帯の神社として昭和62年4月24日に創祀された。

## 祭祀
祇園祭、10月1日、2日の例祭には有川神楽が奉納される。有川神楽は国の選択無形民俗文化財にも選択された五島神楽に含まれる。
主な祭礼・神事
- 元旦祭（1月1日）
- 節分祭（2月3日）
- 祈年祭（2月17日）
- 祇園祭（7月第3金曜、土曜日）
- 例大祭（10月1日、2日）
- 新嘗祭（11月23日）
- 大祓式（12月31日）

## 合併3神社の概要

### 祖母君神社

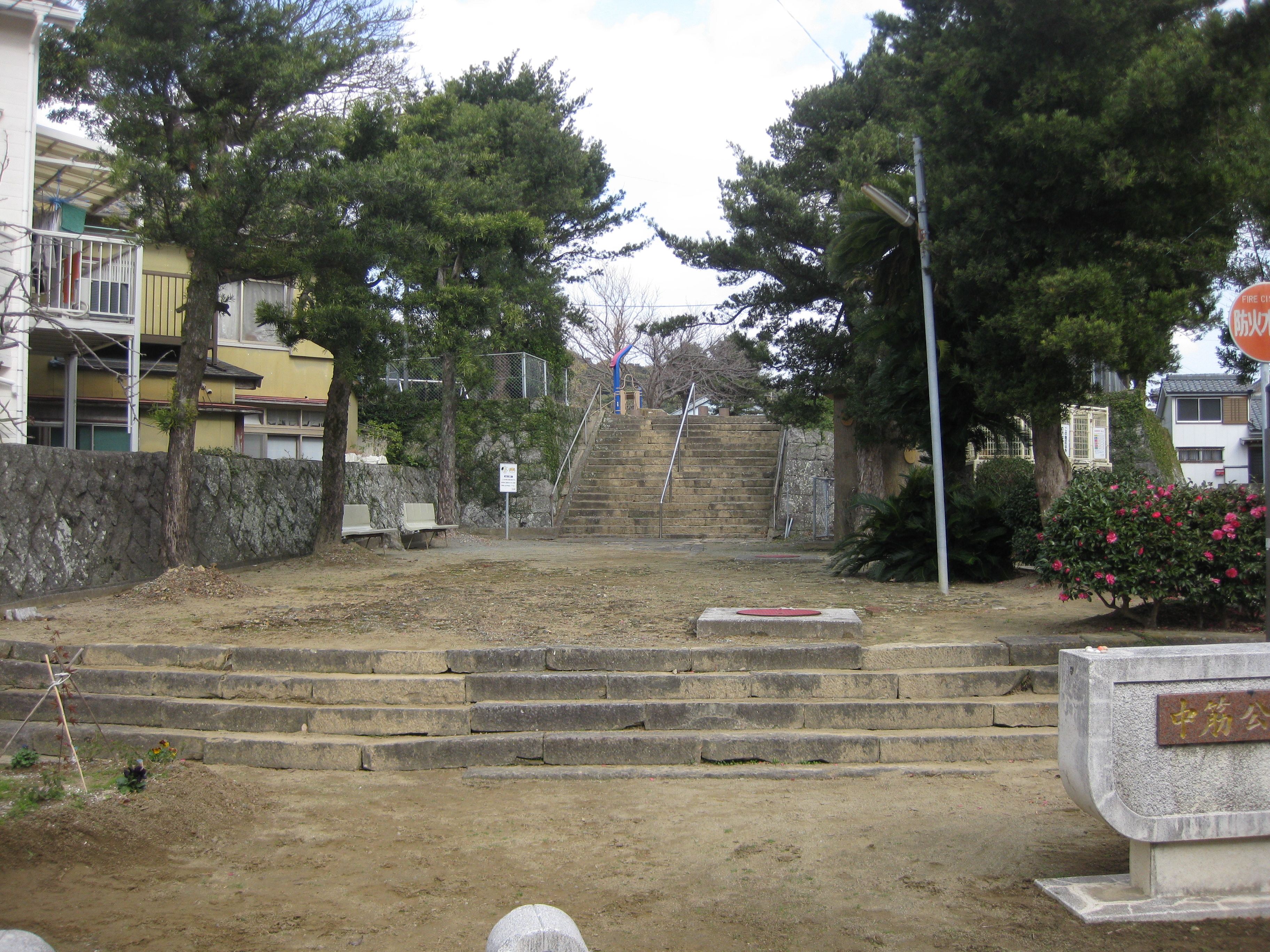
祖母君神社址（現在は公園になっている）

有川郷中筋地区に鎮座していた神社で、浦桑郷・祖父君神社と創建の由緒を同じくする。祖父君神社が「浦の宮」と呼ばれるのに対し、当社は「下の宮」と呼ばれる。

#### 祭神
伊邪那美大神、素戔嗚尊、奇稲田姫の3柱を主祭神に、事代主神を2柱、大山祇神、海童神の計4柱を配祀していた。
『祖母君神社縁起書』によれば「祖母君宮と号す時、祭神は祖母君大明神・姫大明神の二座である」と記されており、祖母君大明神については、「栲幡豊秋津姫命（栲幡千千姫命か）にして、有川浦の祖神なり」と記されている。

#### 歴史

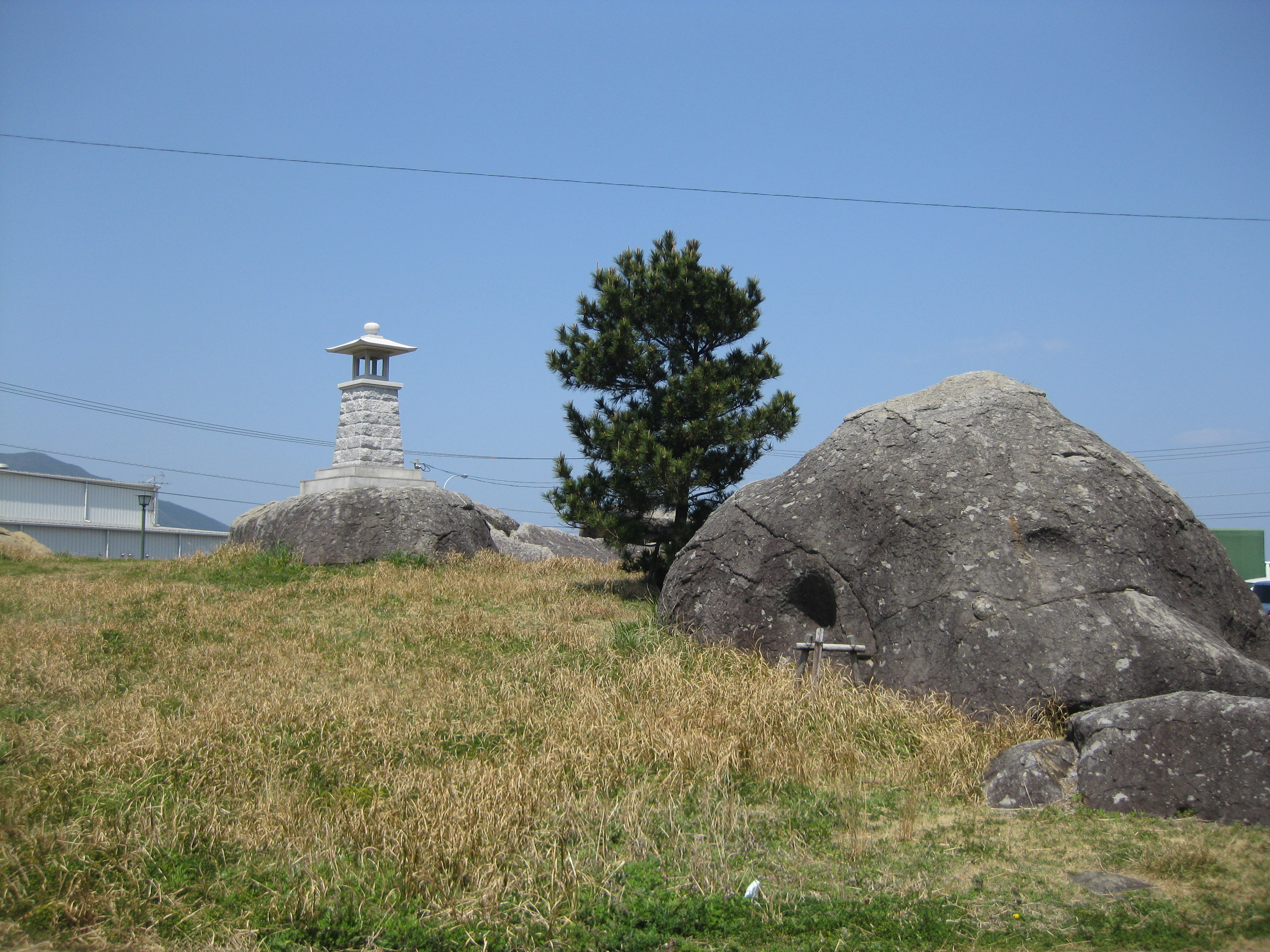
陸ノ瀬（現在は埋め立てられ、陸続きになっている）

寛正4年（1463年）、当時五島を領有していた宇久次郎三郎と家臣の大久保家次に、「（有川沖の）陸ノ瀬の萬福篭瀬に陰陽二神天降りしも久しく祀る者なし」との神託があり、文明5年（1473年）8月15日、陰神伊邪那美大神を萬福篭瀬に奉斎。同年11月1日には、陽神伊邪那岐大神を同所に奉斎した（後の浦桑郷・祖父君神社となる）。その後、神託により有川沖の亀地瀬島に奉遷。さらに慶長元年（1596年）、陸地にほど近い陸ノ瀬を新たな鎮座地として奉祀し、有川十二ヶ村の宗廟とした。
しかし陸ノ瀬も不自由な地であったため、慶長3年（1599年）9月13日、祖母君山へと奉遷し昭和62年の3社合併の時まで鎮座した。明治初年の神仏分離令の際には、当社の御神体としていた十一面観音像を中筋地区・蛭子神社を経て、船津地区・観音堂に移している。
明治7年（1874年）5月5日、村社に列せられ、同39年（1906年）の神社合祀の勅令の際には、中筋地区の蛭子神社（事代主神）、高崎地区の大山神社（大山祇神）、船津地区の蛭子神社（事代主神）と海童神社（海童神）が合祀され、昭和8年（1933年）6月6日郷社に昇格した。

### 天満神社
有川郷上有川地区に鎮座していた。

#### 祭神
主祭神は菅原道真公、天穂日命の2柱で、大山祇神、天御中主神、高皇産霊神、神皇産霊神、天照大神の5柱を配祀していたが、配神の中、天御中主神以下の4柱は3社合併の際の合祀はされていない。

#### 歴史

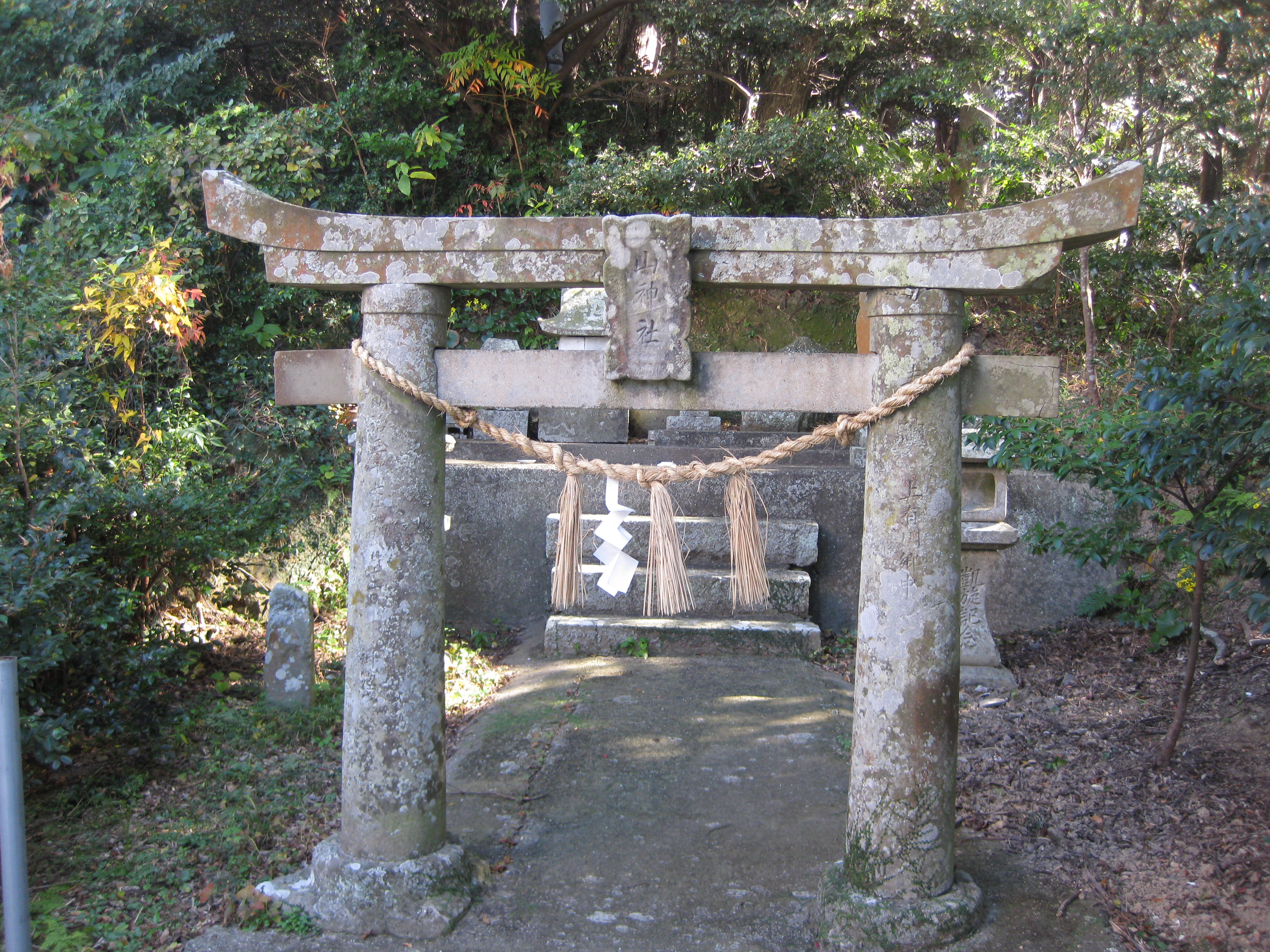
上有川・山神社

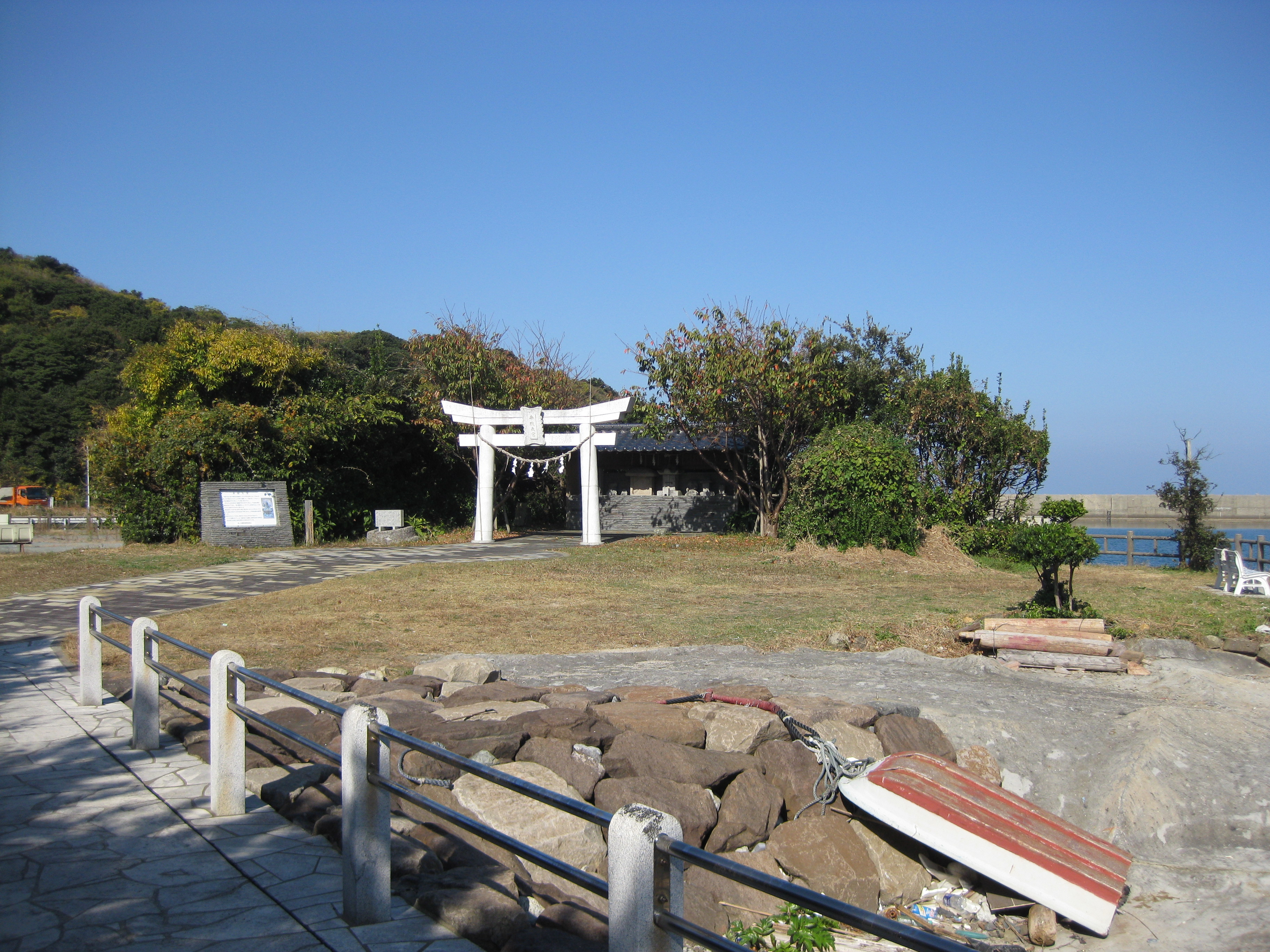
浜・弁財天宮

安政4年（1857年）10月9日の上有川地区の大火によって社記、縁起の類が焼失してしまったため創建年代は不詳である。大正9年（1920年）に編纂された『有川村郷土史』によると、「10世紀中期に上有川地区広後古川（現有川神社付近）に有川村の守護神として奉祀していたものを、慶長3年（1596年）、当時の五島藩藩主五島玄雅より社領を寄進され、現有川神社宮地に社殿を建立し奉遷した」と記述されるが確証に乏しい。
また、現有川神社宮司家所蔵の『神社関係文書写』では、「年代は不詳だがかつては浜・八幡神社に相殿として祀られていたが、天満神社のみ上有川地区広後古川に別殿し、帽子山の麓（現有川神社宮地）に安置された」とある。また別の記述として、「天満神社と八幡神社は同社であったが、当時の神職とその父親との間で両社についての争論があり、福江表の御裁許の上、天満神社を建立した」ともある。
明治7年（1874年）5月、郷社に列せられ、翌8年3月17日、神道事務分局からの支局設立の御布達に基づき、天御中主神、高皇産霊神、神皇産霊神、天照大神の4柱を合祀し、その後上有川地区の山神社（大山祇神）も合祀した。同13年（1880年）10月25日、神饌幣帛共進神社に指定された。

### 八幡神社
有川郷浜地区に鎮座していた。

#### 祭神
誉田別神を主祭神に田霧姫神と水波能売命の2柱を配祀していた。
江戸初期より捕鯨が盛んだった有川地区であるが、当社は「有川鯨組」の守護神であり「八幡」の「八」の字が旗印に組み込まれるなど、篤く崇敬されていた。

#### 歴史
安政4年（1857年）10月9日の上有川地区の大火によって社記、縁起の類が焼失してしまったため創建年代は不詳である。『有川村郷土史』によると、「その昔、白木の弓と白羽の矢が天降った地に宮柱を営み、その弓矢を御神体として奉祀し「弓矢八幡宮」と号した」とされ、その後、「神託によって御神像を奉り前宮地に奉遷した」との記述があり、弓矢の天降った地を「矢はずの産土神」と称し、前宮地を「八幡の弓矢田」と称したとされる。
また、『神社関係文書写』では、当時の有川村領主の老職に就いていた者が、「北北東の方角に幸森があり、八幡宮を鎮座建立して、自身の息子を神職とした」ともあり、天満神社の項目で記述した「争論になった神職とその父親」とはこの親子のことである。
明治7年（1874年）5月5日に村社に列せられ、同41年（1908年）、神社合祀令に基づき、浜地区の弁財天宮（田霧姫神）と江孕水神社（水波能売命）が合祀された。
昭和9年（1934年）10月30日、神饌幣帛共進神社に指定された。

## その他の神社
有川郷の合祀されていないその他の神社に金比羅神社、大地主神社、正利翁社がある。
また、隣接する七目郷に潮目天満神社、小河原郷に乙宮神社、太田郷に志自岐羽黒神社がある。

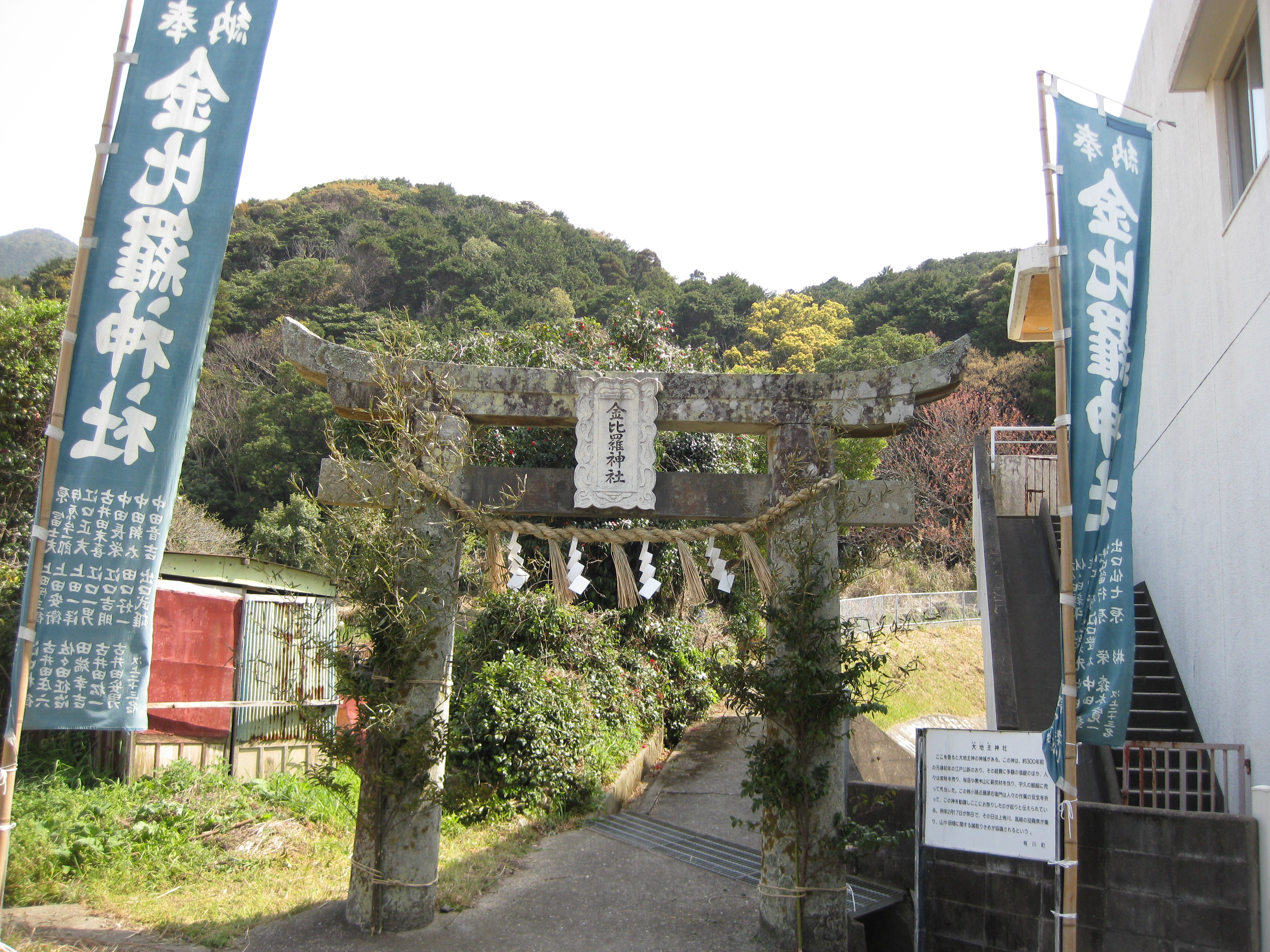
金比羅神社
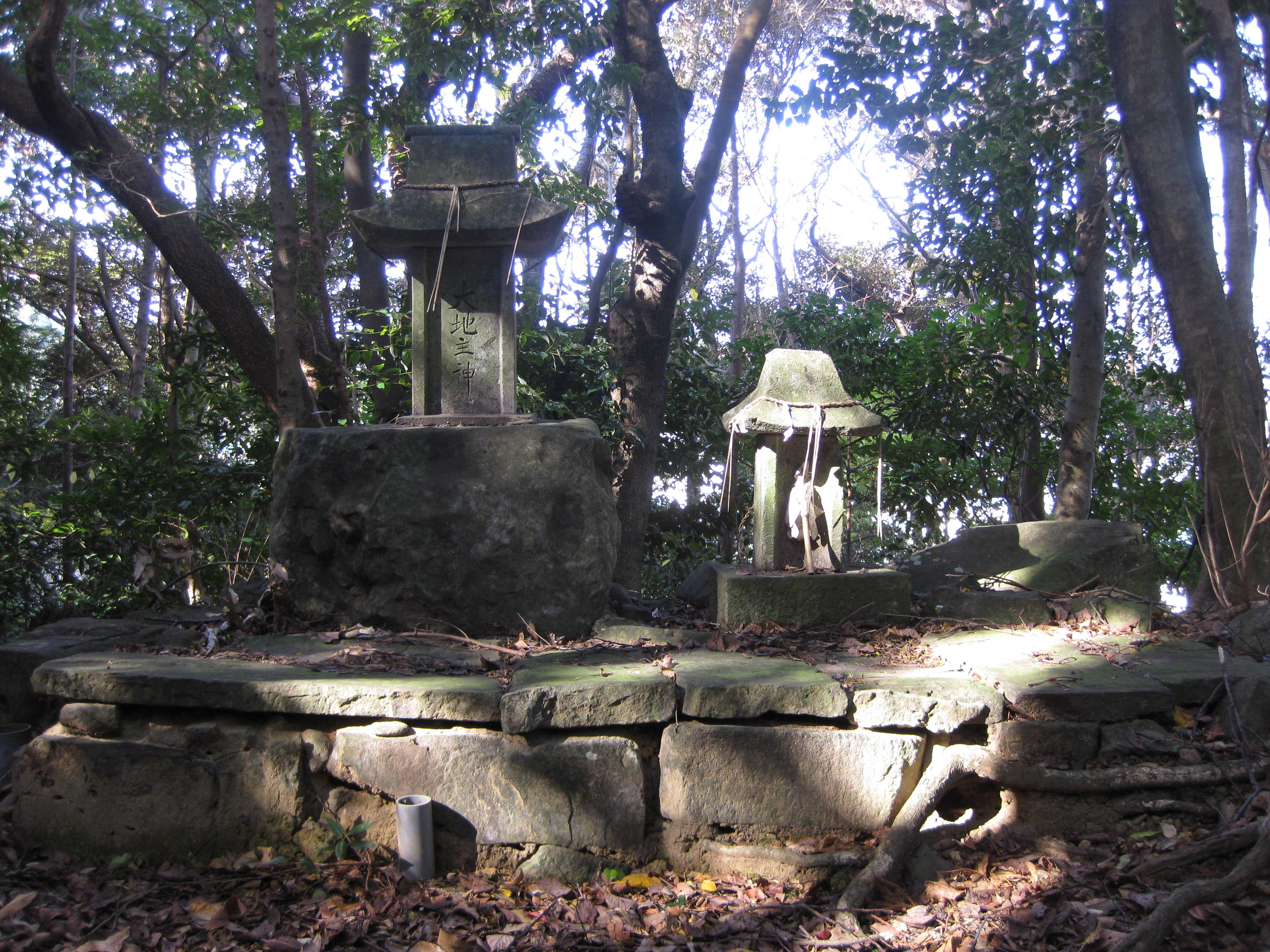
大地主神社
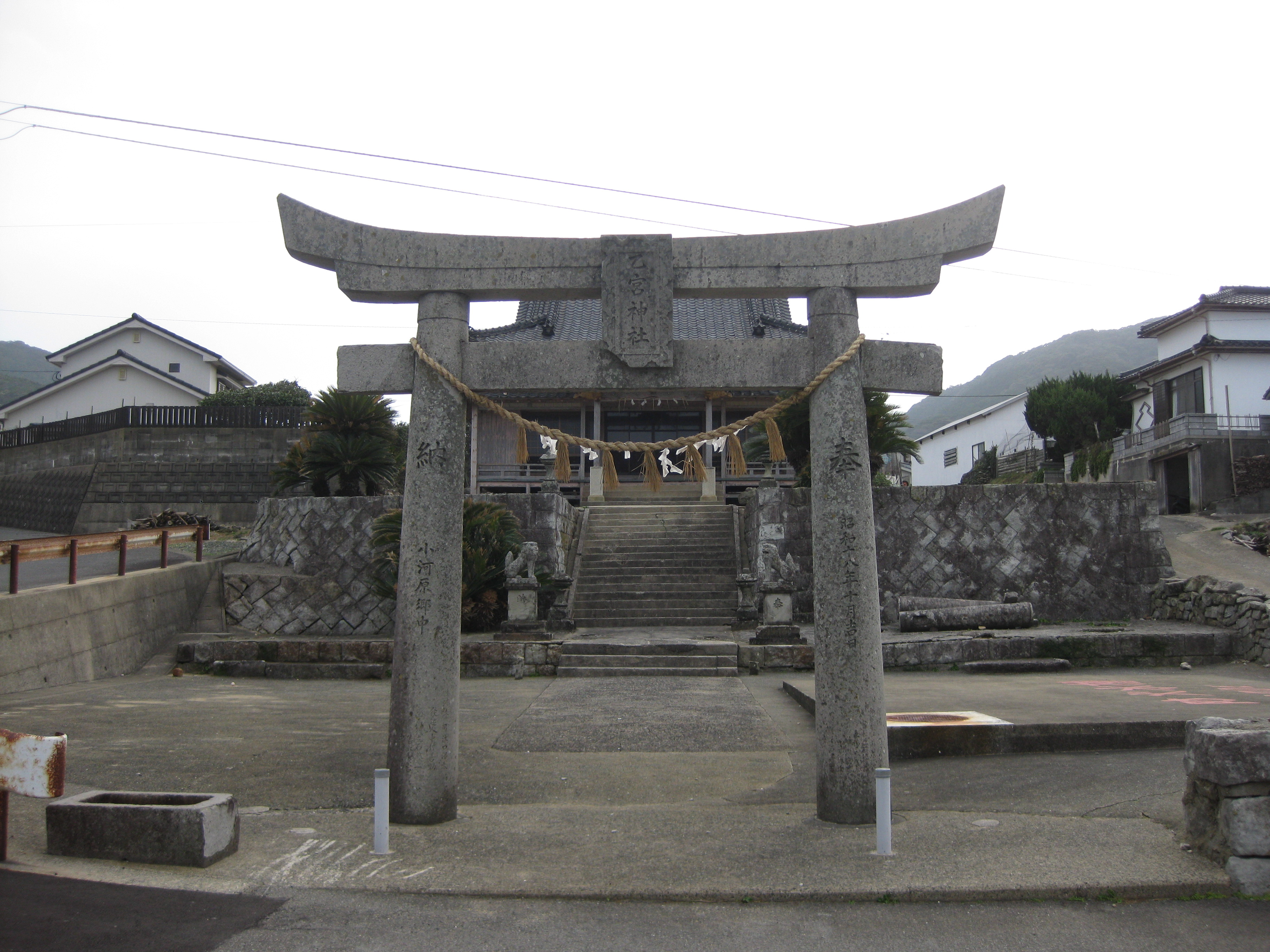
乙宮神社（小河原郷）